# Tokunagaia obriaini
Tokunagaia obriaini är en tvåvingeart som beskrevs av Hayes och Murray 1987. Tokunagaia obriaini ingår i släktet Tokunagaia och familjen fjädermyggor.
Artens utbredningsområde är Northwest Territories, Kanada. Inga underarter finns listade i Catalogue of Life.